# Perštejn
Perštejn – miejscowość i gmina (obec) w Czechach, w kraju usteckim, w powiecie Chomutov. W 2022 roku liczyła 1149 mieszkańców.
W miejscowości jest stacja kolejowa Perštejn.